# 伊集院町野田
伊集院町野田（いじゅういんちょうのだ）は、鹿児島県日置市の大字。旧薩摩国日置郡伊集院郷野田村、日置郡下伊集院村大字野田、日置郡伊集院町大字野田。郵便番号は899-2442。人口は179人、世帯数は95世帯（2020年10月1日現在）。

## 地理
日置市の中部、野田川の中流域に位置している。字域の北方には東市来町養母、南方には伊集院町妙円寺、伊集院町寺脇、西方には東市来町美山、東方には伊集院町桑畑がそれぞれ接している。
字域の中央部を野田川が蛇行しながら西方へ流れており、幅300メートルほどの平地を形成している。平地の北端部を国道3号が東西に通り、沿線に集落が点在している。
旧東市来町との境界には1888年（明治21年）開通の朝日隧道がある。

### 河川
- 野田川

## 歴史

### 成立から町村制施行まで
野田という地名は鎌倉時代より見え、薩摩国伊集院のうちであり、建久8年の薩摩国図田帳に伊集院のうちとして見えるのが野田の初見であると考えられている。
江戸時代には薩摩国日置郡伊集院郷（外城）のうちであり、村高は天明8年には485石余、「天保郷帳」には416石余、「旧高旧領取調帳」には445石余であったと記されている。
村域内を郡山往還が通り、支道が苗代川村に分岐していた。

### 町村制施行以降

旧下伊集院村における野田（黄色）の位置

1889年（明治22年）4月1日に町村制が施行されたのに伴い、伊集院郷の北部にあたる苗代川村・野田村・神之川村・宮田村・寺脇村・上神殿村・下神殿村・嶽村・桑畑村・麦生田村・有屋田村の区域より日置郡下伊集院村が成立した。野田村は下伊集院村の大字「野田」となった。
1879年（明治12年）に字域内に小学校が設置されたが、後に桑畑簡易科小学校と合併し桑野簡易科小学校となるが1892年（明治25年）に上神殿小学校に統合された。
1956年（昭和31年）9月30日には同日に官報に掲載された「 町村の廃置分合」（総理府告示）により下伊集院村が解体分割されることとなり、大字有屋田・大字嶽が日置郡郡山町、大字苗代川・大字宮田・大字神之川（一部）が日置郡東市来町、大字神之川（一部）が日置郡日吉町にそれぞれ編入され、その他の下伊集院村の区域及び及び伊集院町の全域を廃し新たに伊集院町が設置された。大字野田の区域は伊集院町に編入され伊集院町の大字となった。
1979年（昭和54年）10月8日に妙円寺団地の区域にあたる区域において大字が設置され、大字郡（現在の伊集院町郡）のうち字立野・宇都平・中迫・分亀・舟床原・木原迫・中木原・木原ノ原、大字徳重（現在の伊集院町徳重）のうち字西原・内尾迫・一本松・大木原・鬼ヶ瀬戸・長迫・平原ノ上、大字野田のうち字小堀・東原、大字下神殿（現在の伊集院町下神殿）のうち字尾見鳥の各一部より妙円寺一丁目、大字徳重のうち字後ノ迫・小木原・今平・西原・長迫・崩掛・平原、大字野田のうち字永宇都・中迫・川畔・細筆・小堀・東原・川路山・西原の各一部より妙円寺二丁目、大字徳重のうち字一本松、大字野田のうち東原・川路山、大字下神殿のうち字尾見鳥・大字桑畑（現在の伊集院町桑畑）のうち字樋掛・松ヶ迫・桑迫の各一部より妙円寺三丁目がそれぞれ設置された。
2005年（平成17年）5月1日に伊集院町が日置郡吹上町、東市来町、日吉町と合併し日置市が成立した。この合併に先立って設置された法定合併協議会である「日置中央合併協議会」において大字名については「字の区域は、現行どおりとし、現行の字の名称の前に当該字の属する合併前の町の名称を付し、字の名称を変更する。」と協定された。合併日の2005年（平成17年）5月1日に鹿児島県の告示である「 字の名称の変更」が鹿児島県公報に掲載された。この告示の規定に基づき即日大字の名称変更が行われ、大字名が「野田」から日置市の大字「伊集院町野田」に改称された。

### 字域の変遷
| 実施後                   | 実施年             | 実施前             |
| ------------------------ | ------------------ | ------------------ |
| 大字妙円寺一丁目（新設） | 1979年（昭和54年） | 大字郡（一部）     |
| 大字妙円寺一丁目（新設） | 1979年（昭和54年） | 大字徳重（一部）   |
| 大字妙円寺一丁目（新設） | 1979年（昭和54年） | 大字野田（一部）   |
| 大字妙円寺一丁目（新設） | 1979年（昭和54年） | 大字下神殿（一部） |
| 大字妙円寺二丁目（新設） | 1979年（昭和54年） | 大字徳重（一部）   |
| 大字妙円寺二丁目（新設） | 1979年（昭和54年） | 大字野田（一部）   |
| 大字妙円寺三丁目（新設） | 1979年（昭和54年） | 大字徳重（一部）   |
| 大字妙円寺三丁目（新設） | 1979年（昭和54年） | 大字野田（一部）   |
| 大字妙円寺三丁目（新設） | 1979年（昭和54年） | 大字下神殿（一部） |
| 大字妙円寺三丁目（新設） | 1979年（昭和54年） | 大字桑畑（一部）   |

## 人口

### 資料
| 統計年次〔年〕     | 世帯数〔世帯〕 | 総人口〔人〕 | 出典       |
| ------------------ | -------------- | ------------ | ---------- |
| 1881年（明治14年） | 109            | 504          | 『県地誌』 |
| 1950年（昭和25年） | 180            | 861          | [ 5 ]      |

### 国勢調査
以下の表は国勢調査による小地域集計が開始された1995年以降の人口の推移である。
| 統計年             | 統計年 | 人口 | 人口 |
| ------------------ | ------ | ---- | ---- |
| 1995年（平成7年）  | [ 14 ] | 369  |      |
| 2000年（平成12年） | [ 15 ] | 346  |      |
| 2005年（平成17年） | [ 16 ] | 304  |      |
| 2010年（平成22年） | [ 17 ] | 262  |      |
| 2015年（平成27年） | [ 18 ] | 227  |      |
| 2020年（令和2年）  | [ 3 ]  | 179  |      |

## 施設

### 公共
- 野田公民館
- 伊集院総合運動公園（公園内は伊集院町寺脇と住所が混在している）

## 小・中学校の学区
市立小・中学校に通う場合、学区（校区）は以下の通りとなる。
| 大字         | 小字 | 小学校                 | 中学校                 |
| ------------ | ---- | ---------------------- | ---------------------- |
| 伊集院町野田 | 全域 | 日置市立伊集院北小学校 | 日置市立伊集院北中学校 |

## 交通

### 道路
一般国道
- 国道3号